# Moai-kun
Moai-kun (モアイくん, Mr. Moai) es un videojuego de puzles desarrollado y publicado por Konami para Family Computer en Japón en marzo de 1990, un spin-off de la serie de videojuegos Gradius. El juego se inspira en la Isla de Pascua; el jugador controla una estatua Moái consciente (un enemigo de la serie Gradius) que debe rescatar a otros moáis y escapar de cada fase por una puerta antes de que se agote el tiempo. Aunque hay elementos de plataformas, el principal reto consiste en manipular los objetos de cada fase para alcanzar a los moáis en apuros y rescatarlos, dejando una vía de escape hacia la puerta de salida.

## Jugabilidad
Cada etapa es una pantalla única con una variedad de plataformas, enemigos y obstáculos. El protagonista moái tiene habilidades de salto limitadas, pero también puede aplastar ciertos bloques y enemigos con un cabezazo, o arrojar bombas que se encuentran en ciertos escenarios para destruir los bloques debajo de él.
Aunque algunas etapas pondrán a prueba las habilidades de plataformas del jugador al requerir saltos cuidadosos, la mayoría requerirá una planificación cuidadosa de cada movimiento al mover o destruir bloques, y no solo sus consecuencias inmediatas sino también los efectos a largo plazo. Por ejemplo, un bloque empujado contra otro objeto ya no puede moverse, lo que en última instancia puede impedir la solución final del rompecabezas.
Normalmente cada etapa tiene sólo una única solución (o varias soluciones muy similares) y un movimiento incorrecto corre el riesgo de hacer que la etapa sea imposible de resolver a partir de ese punto en adelante. El jugador puede reiniciar el escenario presionando [Select] en cualquier momento, aunque hacerlo le costará una vida. Al completar con éxito una etapa, el jugador obtiene una vida extra . Además de reiniciar el escenario voluntariamente, el jugador puede perder una vida al tocar a un enemigo, caer en un pozo, aterrizar en peligros, ser aplastado por objetos que caen o quedarse sin tiempo.
El juego presenta 56 etapas únicas y permite al jugador continuar el juego mediante el uso de una contraseña .
Los gráficos y temas se derivan en gran medida de las imágenes de la Isla de Pascua,   con muchos fondos que se inspiran en paisajes de la isla y objetos y enemigos que a menudo se asemejan a piedras o estatuas primitivas. Hay elementos de fantasía presentes, con muchas etapas que transcurren en las nubes y enemigos usando magia.

## Lanzamiento y recepción
Moai-kun fue lanzado en marzo de 1990 en Japón para el sistema Family Computer. Aunque nunca recibió un lanzamiento en Norteamérica o PAL, prácticamente todo el texto del juego está en inglés, y solo el gráfico de la pantalla de título está en japonés. Recibió críticas generalmente favorables en su lanzamiento, y los críticos elogiaron la variante de rompecabezas en plataformas.